# Deloria
Deloria är en nedslagskrater med en diameter på 31 kilometer, på planeten Venus. Deloria har fått sitt namn efter den amerikanska författaren Ella Cara Deloria.